# Мармарикское водохранилище
Мармарикское водохранилище (арм. Մարմարիկի ջրամբար) — водохранилище в Армении, в Котайкской области.
Объём Мармарикского водохранилища составляет 23 млн м³, водохранилище построено на реке Мармарик. Строительство Мармарикского водохранилища приостановилось в 1976 году, в 2006 — возобновилось, в конце 2010 — завершилось.
Водохранилище имеет большое значение: оно даёт возможность уменьшить объём потребляемой из Севана воды.